# Brettus albolimbatus
Brettus albolimbatus är en spindelart som beskrevs av Simon 1900. Brettus albolimbatus ingår i släktet Brettus och familjen hoppspindlar. Inga underarter finns listade.